# Wythenshawe Bus Depot

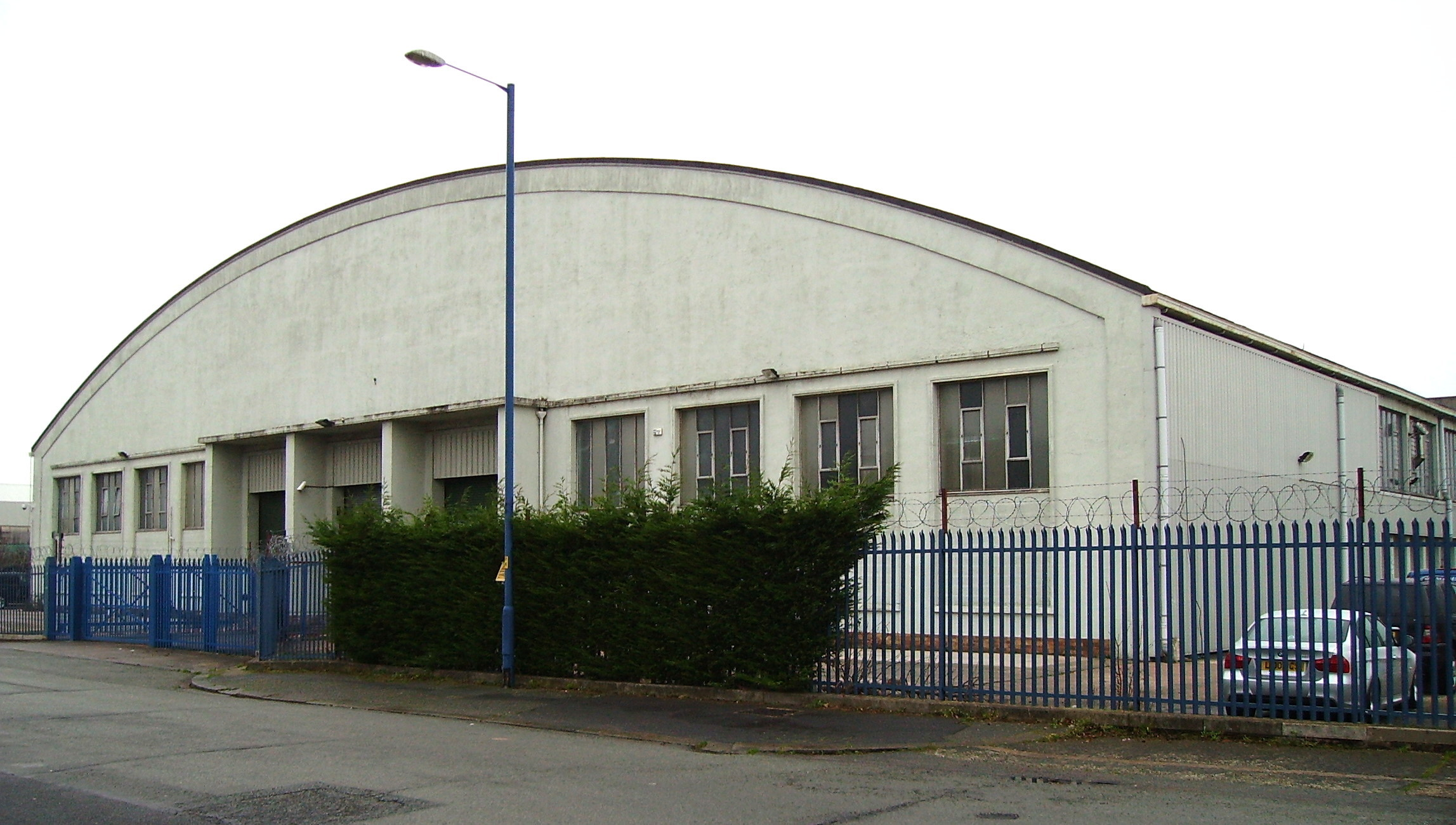
Wythenshawe Bus Depot

Das Wythenshawe Bus Depot ist ein denkmalgeschütztes Bauwerk in Manchester, England.
Das 2001 als Grade II* listed building geschützte Gebäude wurde vom Architekten G. Noel Hill 1939–1942 errichtet.
Es war die zweitgrößte Dachkonstruktion in England, die mit freitragenden Stahlbetonschalen damals gebaut wurde. Die Gebäudestruktur galt als besonders innovativ für ihre Zeit. Die Betonbögen haben eine Spannweite von 165 Fuß von einer zu anderen Seite und sind nur 2,5 Zoll (63,5 mm) dick. Ursprünglich war das Gebäude als Garage für 100 Doppeldeckerbusse ausgelegt worden. Nach seiner Fertigstellung wurde es jedoch vom Ministerium für Flugzeugproduktion (Minister of Aircraft Production) requiriert und für den Aufbau der Lancaster Bomber Typ Manchester Mk. III zur Unterstützung der britischen Weltkriegsbemühungen genutzt.
Das Gebäude ist heute in Privatbesitz und wird als Warenlager verwendet.